# Oglasa xanthorhabda
Oglasa xanthorhabda är en fjärilsart som beskrevs av Louis Beethoven Prout 1926. Oglasa xanthorhabda ingår i släktet Oglasa och familjen nattflyn. Inga underarter finns listade i Catalogue of Life.